# Disco Ensemble
Disco Ensemble är ett finländskt punkrockband från Ulvsby. De sjunger på engelska. Bandet startades 1996 och de har givit ut tre album och flera singlar.

## Diskografi
- Viper ethics 2003
- First aid kit 2006
- Magic recoveries 2008
- The Island of Disco Ensemble 2010